# Semaeostomeae
Ordre
Les Semaeostomeae sont un ordre de méduses ayant un long manubrium formé de 4 bras.

## Description et caractéristiques

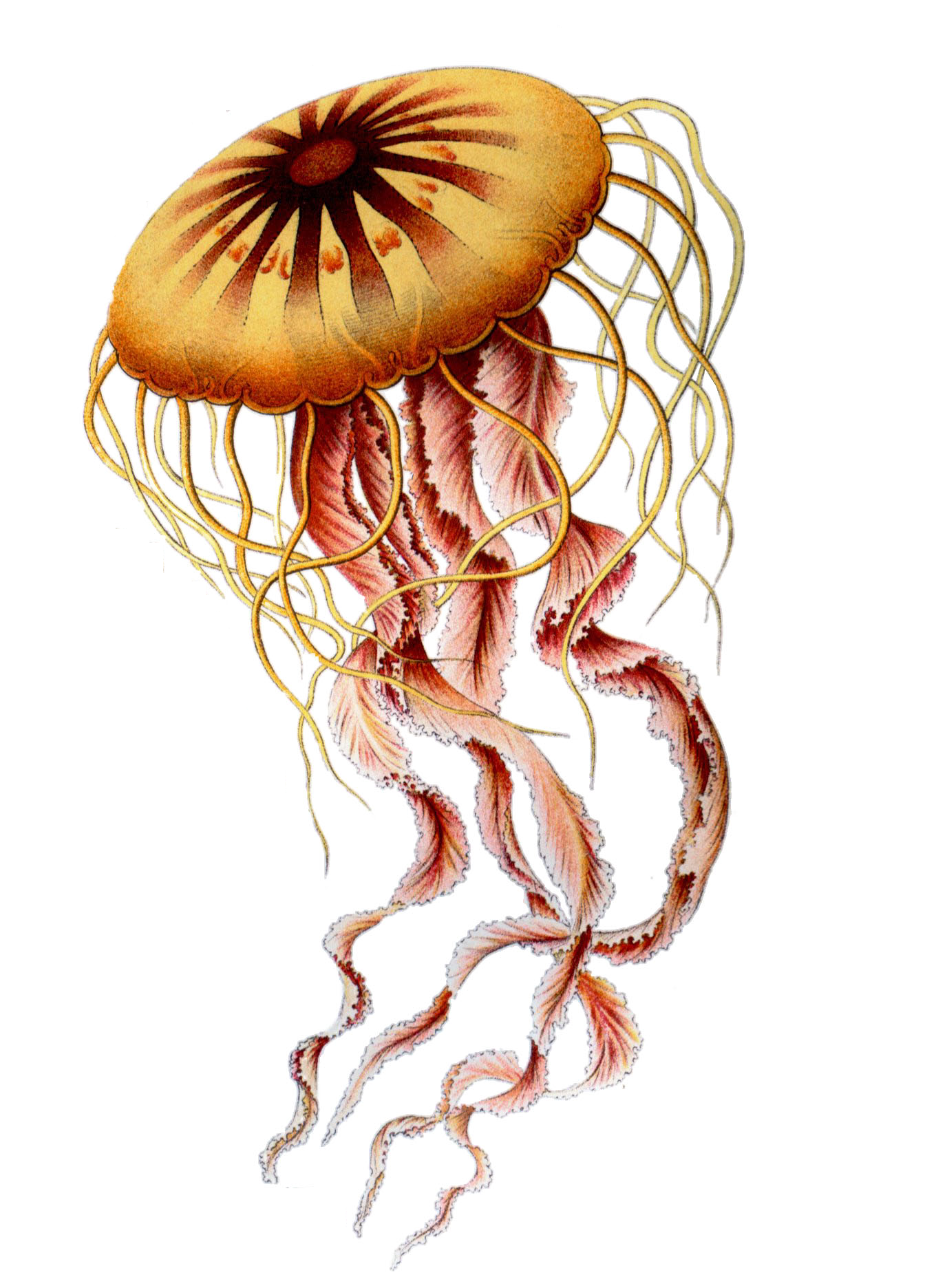
Chrysaora hysoscella par Ernst Haeckel (1904).

Ce sont des discoméduses simples, possédant des tentacules pourvus de cnidocytes parfois très urticants pour l'Homme. La plupart des espèces sont pourvues de filaments marginaux et de bras oraux assez allongés. 
Aurelia aurita est une méduse séméostome très commune en Europe. La méduse violette de Méditerranée (Pelagia noctiluca) est une méduse séméostome maculée de rose, et bioluminescente sous certaines conditions ; elle est très commune en Méditerranée, où elle peut former des nuages spectaculaires de plusieurs millions d'individus.
Cet ordre compte actuellement 57 espèces, réparties en 21 genres dépendant de 5 familles.

## Liste des familles
Selon World Register of Marine Species (19 avril 2020) :
- famille Cyaneidae L. Agassiz, 1862 — 2 genres
- famille Drymonematidae Bayha & Dawson, 2010 — 1 genre : Drymonema
- famille Pelagiidae Gegenbaur, 1856 - 7 genres
- famille Phacellophoridae Straehler-Pohl, Widmer & Morandini, 2011 - 1 genre, monospécifique : Phacellophora
- famille Ulmaridae Haeckel, 1880 — 15 genres

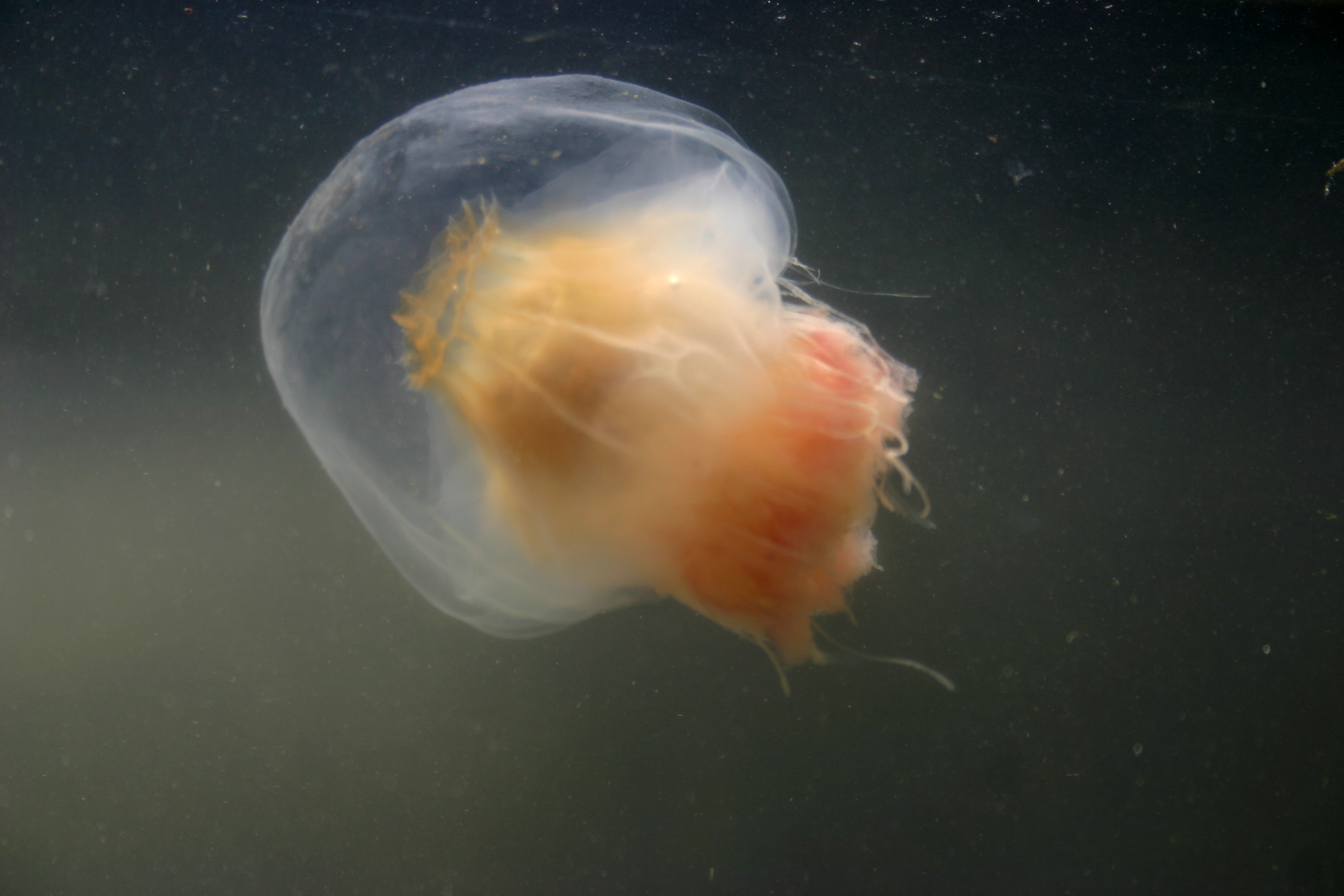
Cyanea capillata, une Cyaneidae
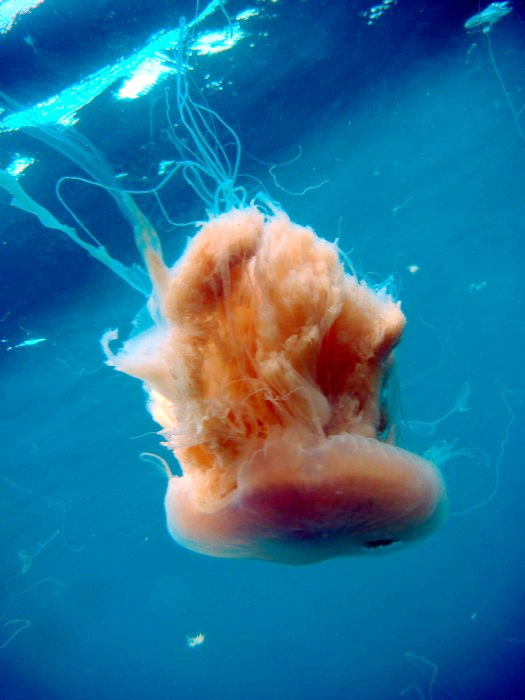
Drymonema sp., une Drymonematidae
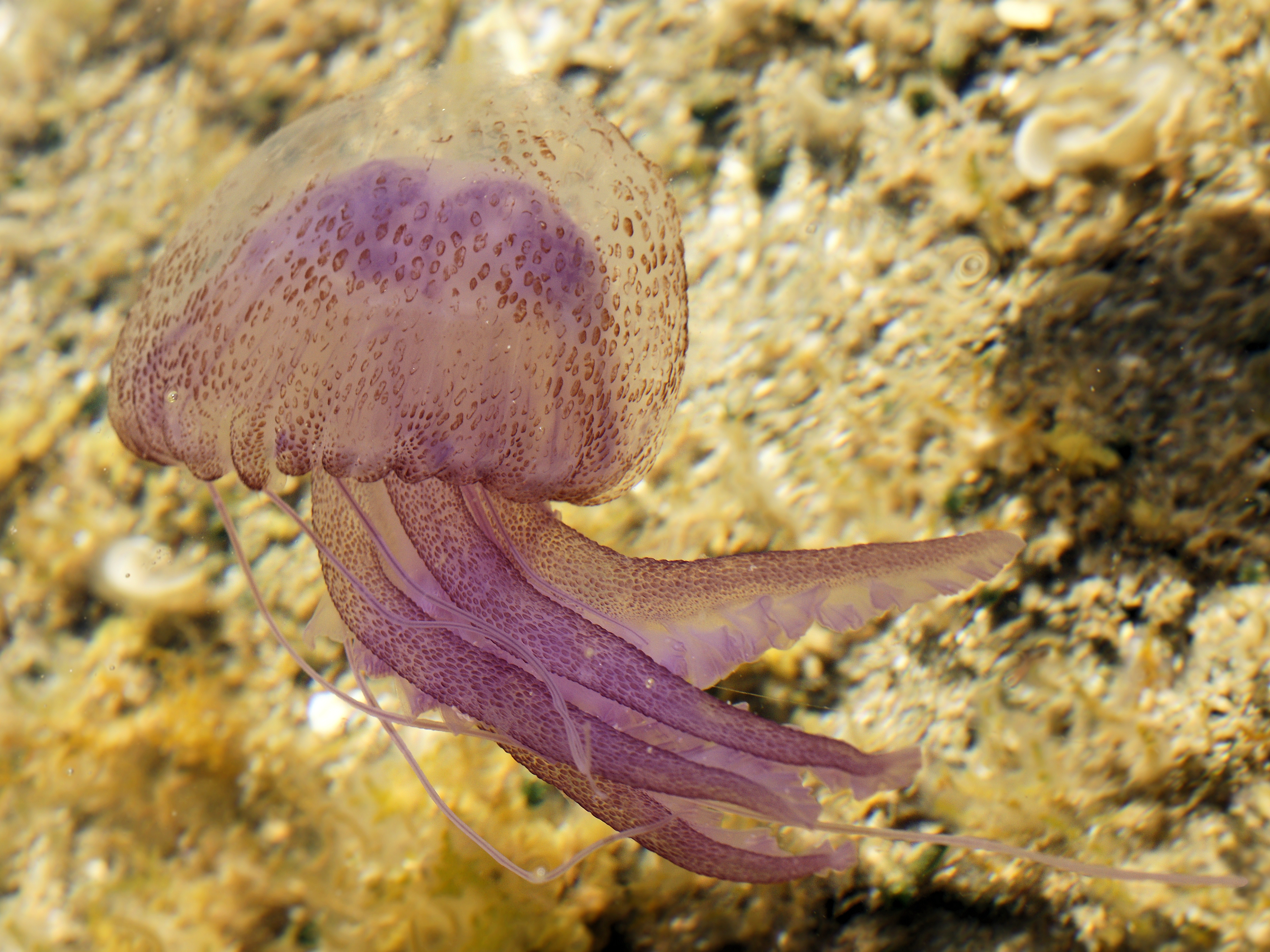
Pelagia noctiluca, une Pelagiidae
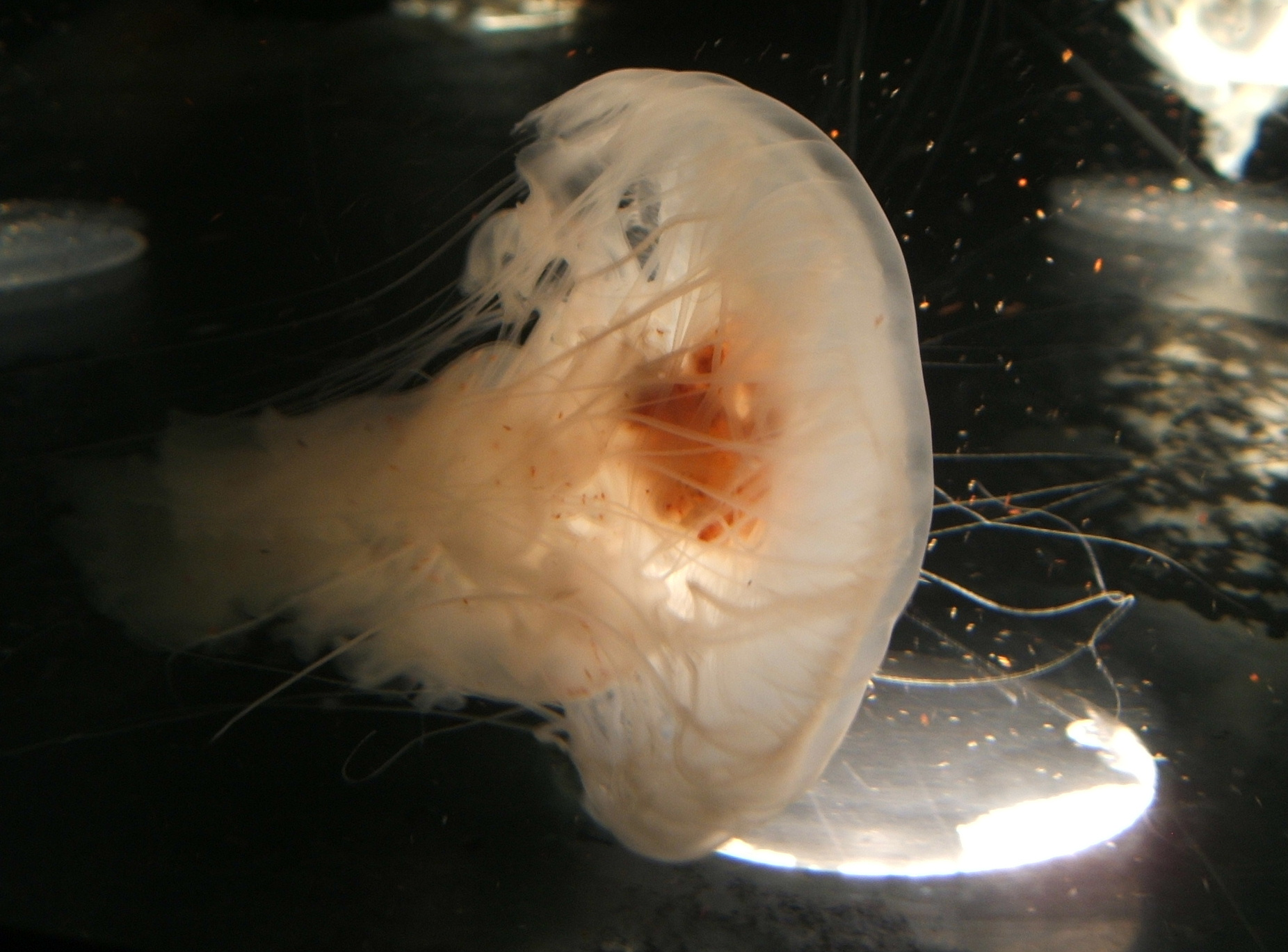
Phacellophora camtschatica, l'unique Phacellophoridae
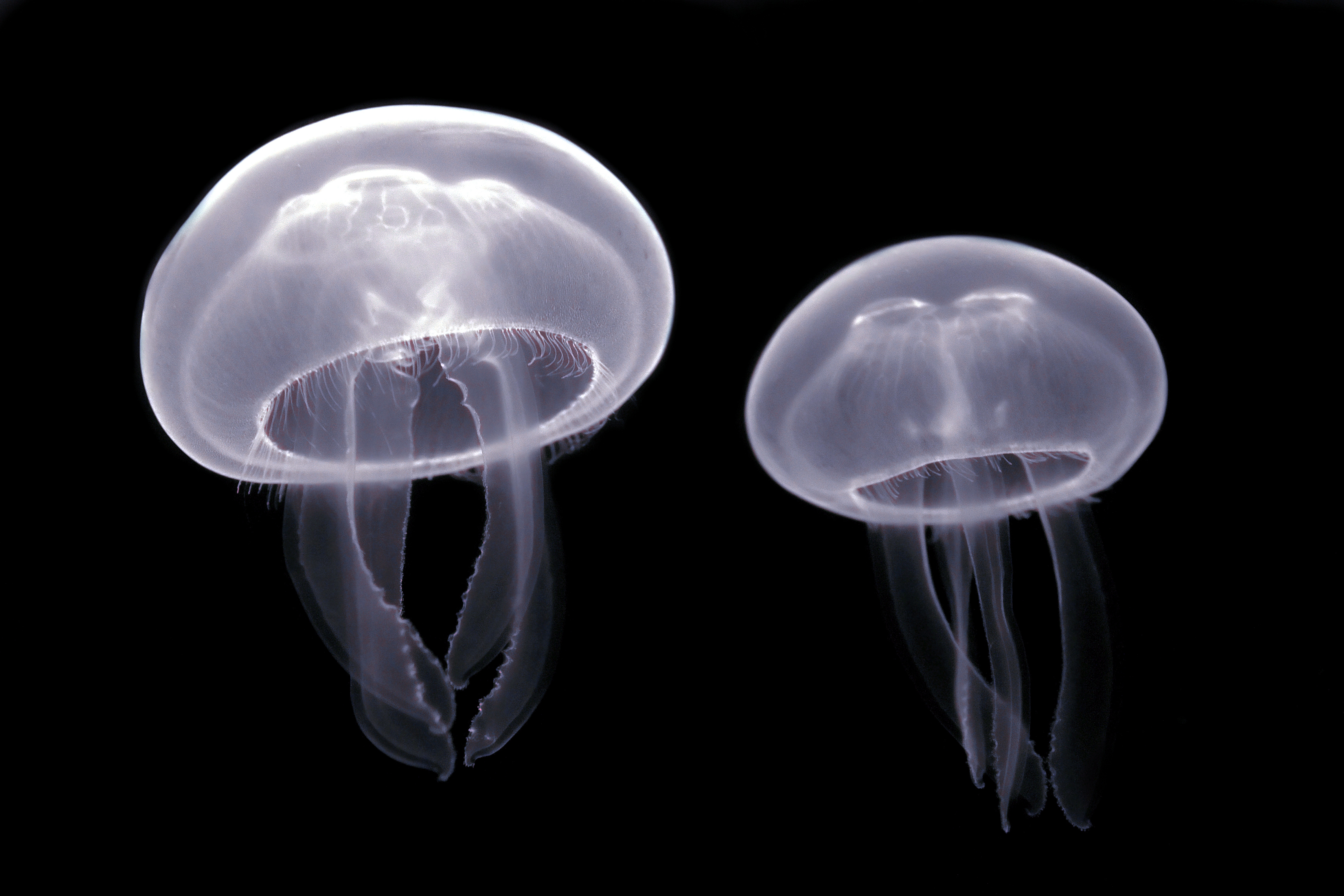
Aurelia aurita, une Ulmaridae